# Eurasia (edifício)
Eurasia ou Edifício Eurasia (em russo: Евразия/Evrazija) é um arranha-céu de 309 metros (1 013 pés) de altura localizado no Centro Comercial Internacional Cidade de Moscou em Moscou, na Rússia. O complexo abriga escritórios, apartamentos, hotel e outros. O edifício tem 72 andares e uma área de 212,900 metros quadrados.